# Кубок Европейской конфедерации волейбола среди женщин 2019/2020
40-й розыгрыш Кубка Европейской конфедерации волейбола (ЕКВ) среди женщин проходил с 3 декабря 2019 года с участием 31 клубной команды из 21 страны-члена Европейской конфедерации волейбола. Из-за пандемии коронавируса COVID-19 соревнования не были завершены.

## Система квалификации
24 места в Кубке Европейской конфедерации волейбола 2019/2020 были распределены по рейтингу ЕКВ на сезон 2019/2020, учитывающему результаты выступлений клубных команд стран-членов ЕКВ в Кубке ЕКВ и Кубке вызова ЕКВ на протяжении трёх сезонов (2015/2016—2017/2018). Согласно ему места в розыгрыше получили клубы 20 стран: Турция, Россия (обе по 1 команде, так как в основной турнир Лиги чемпионов 2020 эти страны имели возможность напрямую заявить по 3 представителя), Германия, Швейцария, Румыния, Бельгия (все по 2 команды), Франция, Венгрия, Чехия, Греция, Италия, Финляндия, Сербия, Белоруссия, Украина, Словения, Израиль, Польша, Азербайджан, Босния и Герцеговина (все по 1 команде). От заявки отказались Греция, Сербия, Израиль и Азербайджан. После расширения числа участвующих команд до 32 по одному вакантному месту предоставлено Франции, Чехии, Италии, Польше, Нидерландам, Хорватии и Испании. Также в розыгрыш Кубка включены 5 команд, не прошедших квалификацию Лиги чемпионов 2019/2020.

## Команды-участницы
Не квалифицировавшиеся в Лигу чемпионов
| Страна               | Команда                  |  |
| -------------------- | ------------------------ |  |
| Чехия                | «Оломоуц» (Оломоуц)      |  |
| Босния и Герцеговина | «Бимал-Единство» (Брчко) |  |
| Хорватия             | «Младост» (Загреб)       |  |
| Черногория           | «Лука Бар» (Бар)         |  |
| Албания              | «Партизани» (Тирана)     |  |

Заявленные непосредственно в Кубок ЕКВ
| Страна               | Команда                               |                                                           |
| -------------------- | ------------------------------------- | --------------------------------------------------------- |
| Турция               | «Галатасарай» (Стамбул)               | По итогам чемпионата Турции 2019 (4-е место)              |
| Россия               | «Динамо-Казань» (Казань)              | По итогам чемпионата России 2019 (4-е место)              |
| Германия             | «Шверинер-Палмберг» (Шверин)          | 2-й призёр чемпионата Германии 2019                       |
| Германия             | «Потсдам» (Потсдам)                   | 3-й призёр чемпионата Германии 2019                       |
| Швейцария            | «Витеос-НУК» (Невшатель)              | Чемпион Швейцарии 2019                                    |
| Швейцария            | «Дюдинген» (Дюдинген)                 | 3-й призёр чемпионата Швейцарии 2019                      |
| Румыния              | «Букурешть» (Бухарест)                | 2-й призёр чемпионата Румынии 2019                        |
| Румыния              | «Тырговиште» (Тырговиште)             | 3-й призёр чемпионата Румынии 2019                        |
| Бельгия              | «Астерикс-Аво» (Беверен)              | Чемпион Бельгии 2019                                      |
| Бельгия              | «Хермес» (Остенде)                    | 2-й призёр чемпионата Бельгии 2019                        |
| Франция              | «Волеро Ле-Канне» (Ле-Канне)          | 3-й призёр чемпионата Франции 2019                        |
| Франция              | «АСПТТ Мюлуз» (Мюлуз)                 | Победитель предварительного этапа чемпионата Франции 2019 |
| Венгрия              | «Фатум-Ньиредьхаза» (Ньиредьхаза)     | 2-й призёр чемпионата Венгрии 2019                        |
| Чехия                | «Простеёв» (Простеёв)                 | 2-й призёр чемпионата Чехии 2019                          |
| Чехия                | «Шельмы» (Брно)                       | По итогам чемпионата Чехии 2019 (5-е место)               |
| Италия               | «Саугелла» (Монца)                    | По итогам чемпионата Италии 2019 (4-е место)              |
| Италия               | «Унет-Ямамай» (Бусто-Арсицио)         | По итогам чемпионата Италии 2019 (5-е место)              |
| Финляндия            | «Хямеэнлинна» (Хямеэнлинна)           | 2-й призёр чемпионата Финляндии 2019                      |
| Белоруссия           | «Минчанка» (Минск)                    | Чемпион Белоруссии 2019                                   |
| Украина              | «Орбита» (Запорожье)                  | 2-й призёр чемпионата Украины 2019                        |
| Словения             | «ГЕН-И Воллей» (Нова-Горица)          | 2-й призёр чемпионата Словении 2019                       |
| Польша               | «Девелопрес» (Жешув)                  | 3-й призёр чемпионата Польши 2019                         |
| Польша               | «Хемик» (Полице)                      | По итогам чемпионата Польши 2019 (4-е место)              |
| Босния и Герцеговина | «Баня-Лука Волей» (Баня-Лука)         | 3-й призёр чемпионата Боснии и Герцеговины 2019           |
| Нидерланды           | «Слидрехт Спорт» (Слидрехт)           | Чемпион Нидерландов 2019                                  |
| Хорватия             | «Каштела» (Стари Каштел)              | 2-й призёр чемпионата Хорватии 2019                       |
| Испания              | «Саная Либбис Ла -Лагуна» (Ла-Лагуна) | По итогам чемпионата Испании 2019                         |

## Система проведения розыгрыша
В розыгрыше приняла участие 31 команда, из которых 5 — не прошедшие квалификацию Лиги чемпионов. Во всех стадиях турнира применяется система плей-офф, то есть команды делятся на пары и проводят между собой по два матча с разъездами. Победителем пары выходит команда, одержавшая две победы. В случае равенства побед победителем становится команда, набравшая в рамках двухматчевой серии большее количество очков (за победу 3:0 и 3:1 даётся 3 очка, за победу 3:2 — 2 очка, за поражение 2:3 — 1, за поражение 1:3 и 0:3 очки не начисляются). Если обе команды при этом набрали одинаковое количество очков, то назначается дополнительный («золотой») сет, победивший в котором выходит в следующий раунд соревнований. 

## 1/16 финала
3-5.12/ 17-19.12.2019
 «Хемик» (Полице) —  «Галатасарай» (Стамбул)
4 декабря. 3:1 (25:20, 17:25, 25:19, 27:25).
17 декабря. 3:2 (19:25, 25:18, 19:25, 25:23, 15:12).
 «Саная Либбис Ла-Лагуна» (Ла-Лагуна) —  «Партизани» (Тирана)
4 декабря. 3:0 (25:14, 25:17, 25:15).
18 декабря. 3:0 (25:12, 25:14, 25:20).
 «Каштела» (Стари Каштел) —  «Младост» (Загреб)
4 декабря. 0:3 (17:25, 17:25, 23:25).
19 декабря. 0:3 (18:25, 10:25, 21:25).
 «Тырговиште» —  «Фатум-Ньиредьхаза» (Ньиредьхаза)
3 декабря. 2:3 (22:25, 17:25, 29:27, 26:24, 10:15).
17 декабря. 2:3 (25:14, 18:25, 14:25, 25:18, 14:16).
 «Волеро Ле-Канне» (Ле-Канне) —  «Букурешть» (Бухарест)
Отказ команды «Букурешть».
 «Дюдинген» —  «Лука Бар» (Бар)
11 декабря. 3:0 (25:19, 25:11, 25:14).
18 декабря. 3:0 (25:15, 25:18, 25:19).
 «Баня-Лука Волей» (Баня-Лука) —  «Бимал-Единство» (Брчко)
5 декабря. 3:2 (30:28, 15:25, 24:26, 25:15, 15:11).
18 декабря. 0:3 (15:25, 13:25, 21:25).
 «Минчанка» (Минск) —  «Витеос-НУК» (Невшатель)
4 декабря. 3:0 (25:11, 26:24, 25:22).
18 декабря. 1:3 (26:28, 25:23, 19:25, 25:27). «Золотой» сет — 15:13.
 «Слидрехт Спорт» (Слидрехт) —  «Шверинер-Палмберг» (Шверин)
4 декабря. 0:3 (17:25, 17:25, 19:25).
17 декабря. 0:3 (16:25, 18:25, 19:25).
 «Шельмы» (Брно) —  «Хямеэнлинна»
4 декабря. 3:2 (26:24, 19:25, 21:25, 25:13, 15:13).
17 декабря. 0:3 (23:25, 15:25, 24:26).
 «Астерикс-Аво» (Беверен) —  «Простеёв»
4 декабря. 3:2 (22:25, 25:21, 25:15, 25:27, 15:8).
19 декабря. 3:2 (17:25, 16:25, 25:19, 25:19, 15:11).
 «ГЕН-И Воллей» (Нова-Горица) —  «Хермес» (Остенде)
4 декабря. 0:3 (12:25, 18:25, 19:25).
18 декабря. 0:3 (16:25, 19:25, 22:25).
 «Девелопрес» (Жешув) —  «АСПТТ Мюлуз» (Мюлуз)
4 декабря. 3:2 (26:24, 23:25, 25:22, 20:25, 15:7).
18 декабря. 2:3 (26:24, 25:22, 23:25, 13:25, 12:15). «Золотой» сет — 15:13.
 «Унет-Ямамай» (Бусто-Арсицио) —  «Оломоуц»
4 декабря. 3:0 (25:18, 25:11, 25:20).
19 декабря. 3:0 (25:21, 25:18, 25:19).
 «Саугелла» (Монца) —  «Орбита» (Запорожье)
17 декабря. 3:0 (25:15, 25:12, 25:7).
19 декабря. 3:0 (25:23, 25:19, 25:17). Оба матча прошли в Монце.
 «Потсдам» —  «Динамо-Казань» (Казань)
4 декабря. 2:3 (17:25, 25:18, 25:20, 20:25, 12:15).
18 декабря. 1:3 (20:25, 25:15, 12:25, 23:25).

## 1/8 финала
22-23.01/ 4-6.02.2020
 «Хемик» (Полице) —  «Саная Либбис Ла-Лагуна» (Ла-Лагуна)
22 января. 3:0 (25:13, 25:16, 25:16).
5 февраля. 3:1 (25:27, 25:22, 25:17, 25:23).
 «Фатум-Ньиредьхаза» (Ньиредьхаза) —  «Младост» (Загреб)
22 января. 3:2 (19:25, 25:18, 18:25, 25:21, 15:12).
5 февраля. 2:3 (20:25, 22:25, 25:19, 25:23, 8:15). «Золотой» сет — 17:19.
 «Волеро Ле-Канне» (Ле-Канне) —  «Дюдинген»
22 января. 3:0 (25:16, 25:12, 25:16).
5 февраля. 3:0 (25:15, 25:23, 25:20).
 «Минчанка» (Минск) —  «Бимал-Единство» (Брчко)
22 января. 3:0 (25:8, 25:20, 25:16).
4 февраля. 3:1 (25:21, 25:21, 22:25, 25:15).
 «Хямеэнлинна» —  «Шверинер-Палмберг» (Шверин)
22 января. 1:3 (19:25, 25:23, 20:25, 16:25).
6 февраля. 1:3 (15:25, 15:25, 25:16, 12:25).
 «Хермес» (Остенде) —  «Астерикс-Аво» (Беверен)
22 января. 2:3 (19:25, 25:21, 25:21, 23:25, 14:16).
5 февраля. 2:3 (25:21, 25:20, 21:25, 22:25, 9:15).
 «Унет-Ямамай» (Бусто-Арсицио) —  «Девелопрес» (Жешув)
23 января. 3:0 (25:22, 25:17, 25:22).
5 февраля. 0:3 (20:25, 23:25, 25:27). «Золотой» сет — 15:11.
 «Динамо-Казань» (Казань) —  «Саугелла» (Монца)
23 января. 3:0 (25:23, 25:13, 25:19).
5 февраля. 3:1 (25:16, 18:25, 25:20, 25:20).

## Четвертьфинал
20.02/ 3-4.03.2020
 «Младост» (Загреб) —  «Хемик» (Полице)
20 февраля. 0:3 (19:25, 13:25, 16:25).
3 марта. 0:3 (19:25, 18:25, 10:25).
 «Минчанка» (Минск) —  «Волеро Ле-Канне» (Ле-Канне)
20 февраля. 1:3 (22:25, 15:25, 25:20, 16:25).
3 марта. 0:3 (13:25, 18:25, 31:33).
 «Астерикс-Аво» (Беверен) —  «Шверинер-Палмберг» (Шверин)
20 февраля. 1:3 (25:16, 20:25, 21:25, 13:25).
3 марта. 0:3 (13:25, 16:25, 14:25).
 «Динамо-Казань» (Казань) —  «Унет-Ямамай» (Бусто-Арсицио)
20 февраля. 3:0 (25:17, 25:12, 25:20).
Ответный матч был перенесён, а затем отменён.

## Решение о завершении соревнований
23 апреля 2020 решением Административного совета ЕКВ оставшаяся часть еврокубкового сезона не будет завершена из-за пандемии COVID-19, а все трофеи будут считаться неразыгранными.